# Chondryty zwyczajne

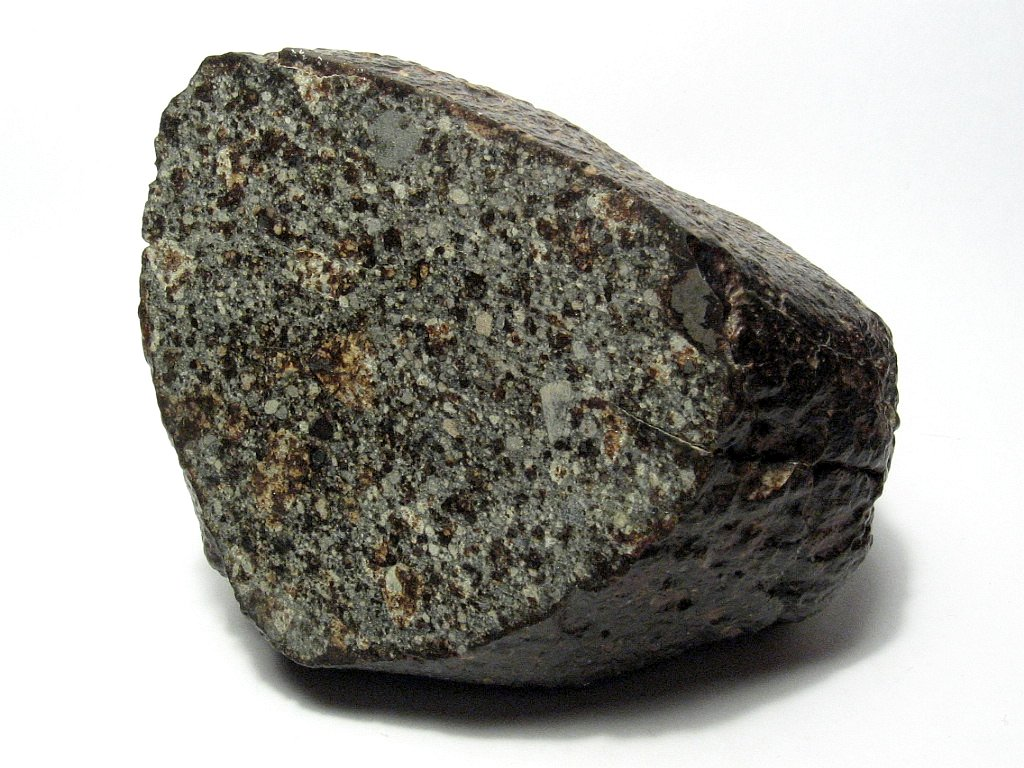
Chondryt zwyczajny NWA 869

Chondryty zwyczajne – grupa meteorytów kamiennych należąca do chondrytów. Stanowią ok. 80% wszystkich znajdowanych meteorytów. Chondryty zwyczajne dzielą się na trzy grupy: chondryty oliwinowo-bronzytowe (H), chondryty oliwinowo-hiperstenowe (L), chondryty oliwinowo-pigeonitowe (LL, nazywane też amfoterytami). Chondryty zwyczajne zawierają w swym składzie: piroksen rombowy 20-30%, plagioklaz 5-10%, troilit ok. 5%. Poza tym posiadają również oliwin, kamacyt i taenit w proporcjach zależnych od typu chondrytu. Nie zawierają minerałów z grupą wodorotlenową OH.